# Х'єльфоссен
Х'єльфоссен (норв. Kjelfossen; англ. Kjell Falls) — один з найвищих водоспадів Норвегії. Водоспад розташований недалеко від села Гудванген в комуні Еурланн у фюльке Согн-ог-Ф'юране в регіоні Вестланн. При загальній висоті падіння 705 м, водоспад є 18-м за висотою водоспадом у світі. Найвищий каскад — 198 м. Висота водоспаду ніколи не була точно виміряна, тому є деякі розбіжності у його фактичній висоті в різних джерелах. Деякі джерела вказують його висоту як 765 м і навіть 840 м.

## Географія
Водоспад має близько 8 м в ширину і витрату води від 0,42 до 1,42 м³/с. У водоспаду, за різними даними від шести до восьми ступенів (каскадів). Витікаючи з кількох невеликих озер, розташованих високо на плато над фіордом Нерей, Х'єльфоссен насправді складається з двох паралельних потоків, які збігаються, практично зливаючись в один біля основи водоспаду, тоді як третій менший потік падає поруч з іншим двома, на деякій віддалі від них. Найбільшим за обсягом є потік, що ліворуч, офіційно позначений як Stor Kjelfossen (укр. Великий Х'єльфоссен, але також часто називається просто Kjelfossen), із загальним падінням приблизно 640 метрів, у тому числі з найбільшим каскадом біля його початку близько 200 метрів. Центральний потік, офіційно названий Vetle Kjelfossen (укр. Малий Х'єльфоссен), має загальне падіння приблизно 765 метрів. Тоді як останній, третій потік (праворуч) і найменший за потоком води не має назви, падає приблизно на 675 метрів, але його потік не такий потужний і сталий.
Хоча невелика площа водозбору, яка живить Х'єльфоссен, виключає можливість падіння значного обсягу води протягом року, навесні і на початку літа, коли тане сніг і постійно йдуть дощі, Х'єльфоссен є досить видовищним водоспадом. До пізньої осені потоки води значно зменшуються без постійних дощів і водоспад може повністю замерзнути взимку.
Водоспад розташований на схід від Гудвангена в кінці Нерей-фіорда. Водоспади видно з європейської траси E16, що знаходиться на захід від входу в тунель Гудванга. Водоспад розташований приблизно за 18 км на захід від села Флом і за 27 км на захід від села Аурландсванген.

## Галерея
| Частина водоспаду | Великий Кельфоссен | Всі три потоки | Вид з автошляху E16 |